# Gustav Wiederkehr
Gustav Max Wiederkehr (Zúrich, Suiza; 2 de octubre de 1905-íd; 7 de julio de 1972) fue un empresario y dirigente futbolístico suizo. Fue presidente de la Asociación Suiza de Fútbol (1954-1964) y de la UEFA (1962-1972) y vicepresidente de la FIFA (1971-1972).

## Biografía
Estudió Economía en la Universidad de Berna. Fue empresario del sector textil, dedicado a la fabricación de alfombras. En 1932 abrió en Buchs (San Galo) su primera fábrica, la Teppichfabrik Buchs, Wiederkehr & Co. En 1954 fundó la Remstaler Teppichfabrik GmbH en Plüderhausen (Baden-Württemberg) y en 1969 la compañía Alpina-Teppichwerke AG, en Wetzikon (Zúrich).
Su vinculación al fútbol se inició como jugador. Posteriormente presidió el FC Young Fellows Zürich, entre 1936 y 1950. En 1946 entró en la directiva de la Asociación Suiza de Fútbol (ASF-SFV), máximo organismo rector del fútbol helvético. Fue nombrado vicepresidente de la federación en 1947 y en 1954 accedió a la presidencia, cargo que ocupó durante una década. Fue miembro del comité organizador de la Copa Mundial de Fútbol de Suiza de 1954.
El 17 de abril de 1962, en el sexto congreso ordinario de la UEFA, fue elegido presidente de este organismo continental, sucediendo al primer presidente de su historia, el danés Ebbe Schwartz. Su mandato coincidió con una época de expansión del fútbol internacional, merced al desarrollo de las comunicaciones y de las retransmisiones televisivas. En este sentido, la UEFA asumió la organización Copa de Ferias, para transformarla en Copa de la UEFA la temporada 1971/72.
En 1971 Gustav Wiederkehr fue nombrado vicepresidente de la FIFA, responsabilidad que compaginó con la presidencia de la UEFA hasta su repentina muerte, en julio de 1972, a los 66 años.